# Bolboceras armiger
Bolboceras armiger es una especie de coleóptero de la familia Geotrupidae.

## Distribución geográfica
Habita en Europa.